# جوني
جوني هو لاعب كرة قدم أنغولي، ولد في 25 مارس 1970 في لواندا في أنغولا. لعب مع نادي بريميرو دي أغوستو.

## وصلات خارجية
- جوني على موقع الاتحاد الدولي (مؤرشف)  (الإنجليزية)
- جوني على موقع قاعدة بيانات كرة القدم.إي يو (الإنجليزية)
- جوني على موقع ناشيونال فوتبول تيمز (الإنجليزية)